# S-Bahn
 (juin 2010).
Si vous disposez d'ouvrages ou d'articles de référence ou si vous connaissez des sites web de qualité traitant du thème abordé ici, merci de compléter l'article en donnant les références utiles à sa vérifiabilité et en les liant à la section « Notes et références ».
Le S-Bahn [ɛs.baːn] (abréviation du mot germanophone Stadtschnellbahn, [ˈʃtatˈʃnɛlˌbaːn] « train express urbain » (simplifié en Schnellbahn [ˈʃnɛlˌbaːn], « train express ») est un réseau express régional (RER) en Allemagne, en Autriche, en Belgique et en Suisse alémanique, ou un réseau express métropolitain.
En plus d'un transport express régional classique il se caractérise par : 
- des horaires cadencés et denses ;
- des stations rapprochées ;
- une tarification particulière (le plus souvent unifiée avec les autres moyens de transport) ;
- une bonne interconnexion avec les autres moyens de transport (bus, tramway…) ;
- parfois un réseau ferré qui lui est propre (en majeure partie) ;
- la traversée du centre-ville en tunnel (dans beaucoup de réseaux).

## Origine
Le terme S-Bahn est utilisé pour la première fois en décembre 1930 à Berlin, après l'électrification du réseau de train de banlieue de la ville, depuis 1924. Hambourg a repris le terme pour son propre réseau urbain ferroviaire électrique. D'autres lignes de trains de banlieue sont intégrées au réseau et à la tarification unifiée.
Depuis les années 1960, de nombreuses villes en Allemagne ont développé de tels réseaux, avec toujours pour objectifs une bonne intégration avec les transports en commun déjà existants et une tarification unique (Verbundstarif).

## Réseaux en Allemagne

Logo du S-Bahn en Allemagne.

La majorité des grandes agglomérations d'Allemagne ont leur S-Bahn. Tous sont symbolisés par un « S » blanc sur fond vert. 

Réseaux de S-Bahn en Allemagne.

Les réseaux suivants sont en exploitation :
- S-Bahn d'Allemagne centrale (région de Leipzig /  Halle-sur-Saale) ;
- S-Bahn de Berlin ;
- S-Bahn de Brême ;
- S-Bahn Brisgau (de) (région de Fribourg-en-Brisgau) ;
- S-Bahn de Dresde ;
- S-Bahn d'Elbe moyen (de) (région de Magdebourg) ;
- S-Bahn de Hambourg ;
- S-Bahn de Hanovre ;
- S-Bahn de Munich ;
- S-Bahn de Nuremberg ;
- S-Bahn Rhin-Main (région de Francfort-sur-le-Main) ;
- S-Bahn Rhin-Neckar (région de Ludwigshafen / Mannheim / Heidelberg / Karlsruhe) ;
- S-Bahn Rhin-Ruhr (région de la Ruhr / Cologne) ;
- S-Bahn de Rostock ;
- S-Bahn de Stuttgart.

## Réseaux en Autriche

Logo du S-Bahn en Autriche.

Les réseaux suivants sont en exploitation :
- S-Bahn de Carinthie ;
- S-Bahn de Haute-Autriche ;
- S-Bahn de Salzbourg, depuis 2004. Il a la particularité de desservir aussi la région allemande voisine ;
- S-Bahn de Styrie ;
- S-Bahn du Tyrol ;
- S-Bahn de Vienne ;
- S-Bahn du Vorarlberg.

## Réseaux en Belgique

Train S de la SNCB.

Depuis décembre 2015, la SNCB exploite un réseau de train dans et autour de la région bruxelloise, appelé « trains suburbains » (ou « Trains S »). Un marketing adapté aux déplacements sub-urbains a été mis en place depuis 2015. La Société nationale des chemins de fer belges a également créé en septembre 2018 une telle offre autour des villes d'Anvers, Charleroi, Gand et Liège.
- Train S d'Anvers.
- Train S de Bruxelles.
- Train S de Charleroi.
- Train S de Gand.
- Train S de Liège.

## Réseaux en Suisse

Logo du S-Bahn de Berne (Suisse).

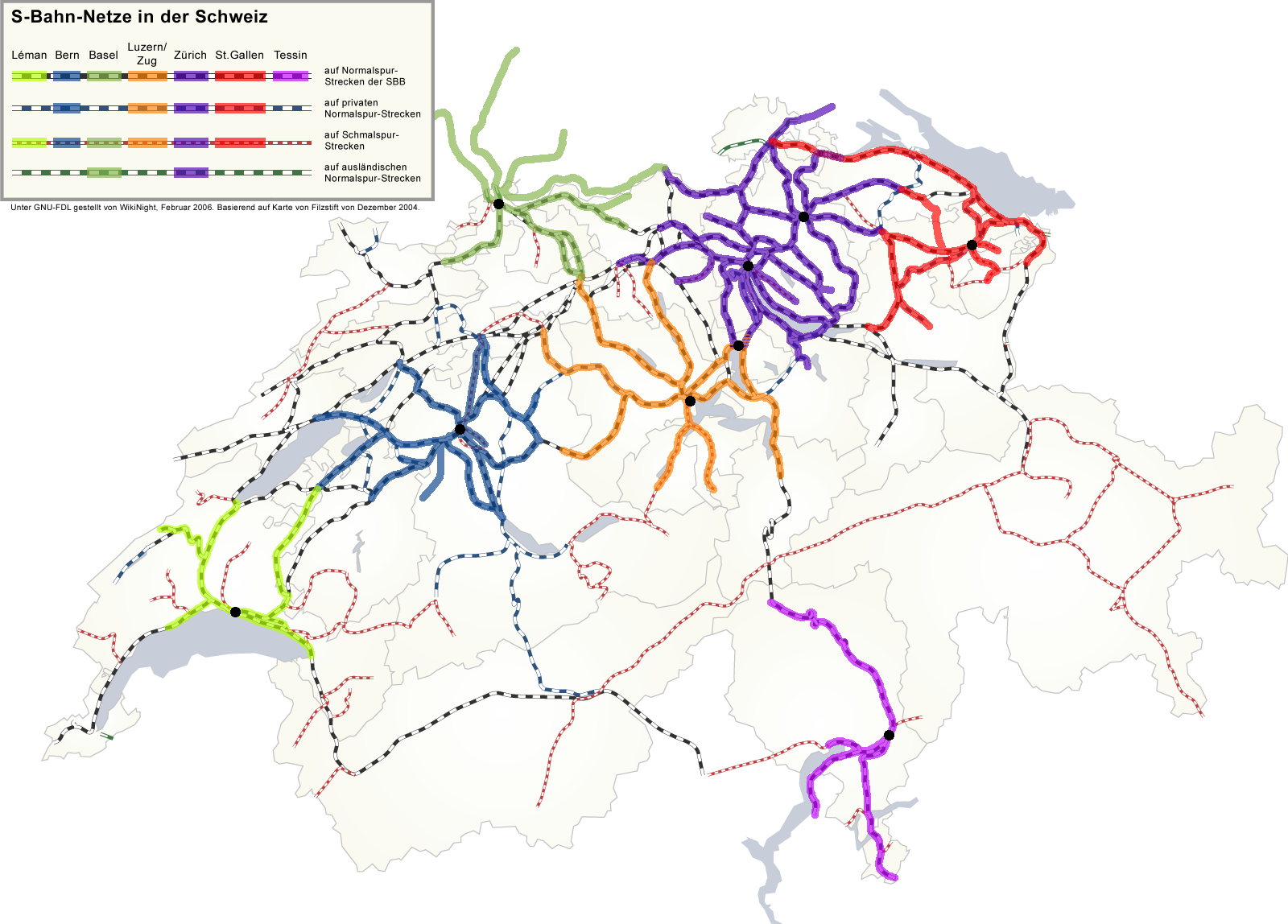
Carte des réseaux express régionaux de Suisse.

En allemand, un tel réseau est appelé « S-Bahn ». Le terme « RER » (« réseau express régional ») est utilisé en français. Même dans les régions francophones, la ligne d'un RER est appelée « S# », # étant le numéro de la ligne.
Les réseaux suivants sont en exploitation :
- RER argovien (S-Bahn Aargau) ;
- RER bâlois (S-Bahn Basel) ;
- RER bernois (S-Bahn Bern) ;
- RER fribourgeois ;
- RER lucernois (S-Bahn Luzern) ;
- RER saint-gallois (S-Bahn St. Gallen) ;
- RER tessinois (Rete celere del Canton Ticino) ;
- RER vaudois ;
- RER Zougois (Stadtbahn Zug) ;
- Réseau express régional zurichois (S-Bahn Zürich), le plus grand de Suisse ;
- Rhône Express Régional à Genève à partir 1996, nom inutilisé depuis les années 2010 au profit de Regio (R). Le Léman Express, RER transfrontalier, est créé à l'occasion de la mise en service de la ligne CEVA en 2019.